# Neuenhof (Zwitserland)
Neuenhof is een gemeente en plaats in het Zwitserse kanton Aargau en maakt deel uit van het district Baden.
Neuenhof AG telt 8.390 inwoners.